# Ма ма
„Ма ма“ (на испански: Ma ma) е испански филм от 2015 година, драма на режисьора Хулио Медем по негов собствен сценарий.
В центъра на сюжета е млада безработна учителка, изоставена от съпруга си, която се разболява от рак и намира подкрепа в нов познат. Главните роли се изпълняват от Пенелопе Крус, Луис Тосар, Асиер Ечеандия.